# Mara Karetsos
Mara Karetsos (1944) is een Griekse gemengde media kunstenares en beeldhouwster. Ze is erelid van de Euro-American Women's Council. Ze werd in 2004 verkozen tot UNESCO-vrouw van het jaar. Ze verblijft momenteel in New York.

## Referentie
- Karetsos, Mara, DeutscheFotothek.de